# Kohlenstofffaserverstärkter Kohlenstoff
Kohlenstofffaserverstärkte Kohlenstoffe (englisch carbon-fiber-reinforced carbon, CFRC; reinforced carbon-carbon, RCC oder carbon fiber carbon composite, CFC) sind Verbundwerkstoffe, die vollständig aus Kohlenstoff bestehen.
CFC-Werkstoffe bestehen aus Kohlenstofffasern von ca. 5–10 µm Durchmesser (≈1⁄15 des Durchmessers eines menschlichen Haares), die in einer Matrix aus reinem Kohlenstoff eingebettet sind. Sie verleihen dem Werkstoff seine hohe mechanische Stabilität. Die Matrix aus Kohlenstoff nimmt von außen wirkende Kräfte auf und verteilt sie im Gefüge.

## Allgemeines
CFC-Werkstoffe lassen sich bei Temperaturen bis zu 3000 °C unter Schutzgas oder im Vakuum einsetzen. Sie vertragen extreme Temperaturschocks wie zum Beispiel das Eintauchen in Eiswasser aus 1500 °C heißem Zustand. Auch zeichnen sich CFC-Werkstoffe durch ein sehr tolerantes Verhalten gegenüber mechanischen Belastungen aus. Während traditionelle Keramiken, wie z. B. Siliziumkarbid oder reiner, unverstärkter Graphit durch Schläge oder Vibrationen aufgrund ihres spröden Verhaltens schnell in viele Teile zerbrechen, lassen sich CFC-Verbundwerkstoffe förmlich an die Wand nageln, ohne zu bersten. Diese Eigenschaft, mechanische Einwirkungen lokal zu begrenzen, erhöht die Betriebssicherheit von CFC-Bauteilen maßgeblich.
Dank der außergewöhnlich hohen chemischen und thermischen Beständigkeit eignet sich CFC-Material für Einsätze, bei denen Kontakt mit hochkorrosiven, heißen Medien besteht. Ein Beispiel hierfür sind die Tragroste für Rektifikationskolonnen zur Flusssäurerückgewinnung. Auch die extrem hohe Reinheit von CFC-Werkstoffen kann für manche Anwendungen eine große Rolle spielen. In der Halbleiterindustrie etwa bestehen die Stützen der Tiegel im Kristallziehverfahren aus CFC-Material.

## Herstellung
CFC-Werkstoffe werden in drei Schritten hergestellt.
- Zunächst werden Kohlenstofffasern in einer Form mit einem organischen Bindemittel wie Kunststoff oder Pech fixiert. Oft werden dem Bindemittel kohlenstoffreiche Zuschläge wie Koks beigemengt, um den anschließenden Verkohlungsprozess zu beschleunigen.
- Im zweiten Schritt wird das gebundene Material unter Luftausschluss erhitzt, so dass sich die organischen Materialien zu relativ reinem Kohlenstoff pyrolysieren. Dabei findet ein Ausgasungsprozess und daraus resultierend eine Volumenverkleinerung statt, wodurch das Material eine poröse Struktur erhält.
- Im letzten Schritt werden die Poren durch Gasphasenabscheidung von Kohlenstoff aus einer gasförmigen Kohlenstoffquelle, wie zum Beispiel Ethin, bei hohen Temperaturen über einen Zeitraum von mehreren Tagen geschlossen. Durch die Hitzebehandlung bilden sich im Material außerdem größere Graphitkristalle. Dieser letzte Schritt ist hauptsächlich für den hohen Preis von CFC-Materialien verantwortlich, welcher unter Umständen 100.000 $ pro Werkstück überschreiten kann.

## Eigenschaften
Wie alle Verbundwerkstoffe kombinieren CFC-Materialien die typischen Eigenschaften ihrer Werkstoffkomponenten (Matrixwerkstoff und Faserwerkstoff). Deren gezielte Zusammenstellung eröffnet vielfältige Möglichkeiten, CFC-Materialien für bestimmte Anwendungen zu modifizieren. Weitere Angriffspunkte zur Steuerung der Produkteigenschaften sind spezielle Verarbeitungstechnologien und Herstellverfahren.
Das allgemeine Eigenschaftsprofil von CFC-Materialien lässt sich wie folgt beschreiben:
- hohe thermische Stabilität (kein Verspröden, kein Verziehen)
- hohe mechanische Belastbarkeit
- hohe Thermoschockbeständigkeit
- hohe mechanische Stabilität (pseudo-duktiles Bruchverhalten)
- hohe Reinheit (bis < 10 ppm)
- hohe chemische Beständigkeit
- niedrige Dichte (ca. 1,6 g/cm³)

## Anwendungen
Die Wurzeln der CFC-Technik liegen in der Luft- und Raumfahrtindustrie. Noch heute dient CFC als Material für Boosterdüsen in Raketenmotoren. Die Wärmeschutzverkleidung von Raumgleitern wie dem Space Shuttle besteht ebenfalls aus CFC-Werkstoffen. Die Bandbreite der CFC-Anwendungen ist jedoch in den vergangenen Jahren rasant gewachsen. Inzwischen haben CFC-Materialien in zahlreichen Anwendungen Einzug gehalten.
Erstmals für Bremsen entwickelt und verwendet wurden Carbon-Werkteile in den Bremsen des Überschall-Flugzeuges Concorde. Zum Zeitpunkt der Praxisreife im Jahr 1971 hatte Dunlop dank der Concorde zehn Jahre Forschungserfahrung und die Bremsen konnten ab dem vierten Serienflugzeug eingebaut werden. Danach wurden Bremsscheiben aus CFC in militärisch und zivil genutzten Flugzeugen eingesetzt.
Bei der Wärmebehandlung von Metallen, wie zum Beispiel dem Härten, Löten oder Sintern, verdrängen Gestelle aus CFC-Verbundmaterialien solche aus Stahl immer mehr, u. a. da letztere in der kohlenstoffhaltigen Atmosphäre von Härteöfen zur Versprödung durch das Eindringen von Kohlenstoff neigen – dem so genannten Aufkohlen. Daneben zeigen Stahlgestelle einen starken Materialverzug bei den herrschenden Temperaturen von bis zu 1300 °C im Härtevorgang und dem ständigen Temperaturwechsel. Die hohe spezifische Wärmekapazität der Gestelle ist ein weiterer gravierender Nachteil, der den Energieverbrauch in die Höhe treibt. Gestelle aus CFC-Material sind hier aufgrund ihrer niedrigen Dichte (Dichte CFC: ca. 1,6 g/cm³; Dichte Stahl: 7,9 g/cm³) um ein Vielfaches leichter. Wegen ihres sehr niedrigen Wärmeausdehnungskoeffizienten in Faserrichtung, der um das 24-fache unter dem Wert für Stahl liegt, verziehen sich Gestelle aus kohlenstofffaserverstärkten Kohlenstoffen auch nach mehreren Einsätzen im Härteofen nicht. Der thermische Verzug von Stahlgestellen ist dagegen hoch, so dass konventionelle Gestelle aus Stahl oder Hochtemperaturmetallen im Härtereibetrieb immer wieder gerichtet werden müssen. CFC-Gestelle oxidieren oberhalb ca. 400 °C an Luft, insofern kommen diese im Regelfall nur in reduzierenden Ofenatmosphären oder im (technischen) Vakuum zum Einsatz.
In der Hohlglasindustrie kommt CFC als Ersatzwerkstoff für Asbest zum Einsatz. Überall dort, wo glühendes Glas bewegt wird (Hot End Handling), ist CFC als Kontaktmaterial in Rollen, Führungen und Greifern zu finden.
In der Halbleiterindustrie steht die extreme Reinheit der CFC-Materialien im Vordergrund. Der Gehalt an Fremdatomen erreicht Werte unter 10 ppm und ist in manchen Einsatzgebieten gefordert. Bei der Kristallzucht etwa stützen hochreine CFC-Außentiegel solche aus Quarzglas, die das geschmolzene Silizium aufnehmen. Mithilfe eines Impfkristalls entstehen hieraus meterlange Einkristalle (Ingots). Außerdem dienen CFC-Materialien auch als Widerstandsheizer in solchen Öfen und als Abschirmung für Wärmestrahlung.
Ein sehr modernes und zugleich extremes Anwendungsbeispiel für CFC-Material ist der Einsatz als First-Wall-Auskleidung von Fusionsreaktoren. Im Inneren dieser Reaktoren werden Temperaturen von 100 Millionen °C benötigt, um die Kernfusion in Gang zu setzen. Das Plasma ist extrem empfindlich gegenüber Verunreinigungen, so dass sich nur sehr wenige Materialien überhaupt für diese Anwendung eignen. Hier sorgt der sehr günstige Mix aus hoher Temperaturbeständigkeit, Wärmeleitfähigkeit, mechanischer Belastbarkeit und Reinheit dafür, dass sich die CFC-Faserverbundkeramiken durchgesetzt haben.
Die wichtigsten Anwendungen von CFC-Materialien im Überblick:
- Luft- und Raumfahrttechnik
- Reaktortechnik
- Apparatebau
- Ofenbau
- Halbleiterindustrie
- Hohlglasindustrie
- Wärmebehandlung
- Sintern
- Löten (Hart-/Hochtemperaturlöten)
- Medizintechnik